# Converge
Converge — американская музыкальная группа, образовавшаяся в 1990 году в Бостоне, штат Массачусетс и играющая хардкор-панк в сочетании с экстремальным металом; многие критики называют её в числе первопроходцев жанра маткор.

## История группы
Converge образовали зимой 1990 года в Бостоне вокалист Джейк Бэннон (англ. Jake Bannon) и гитарист Курт Баллу (англ. Kurt Ballou); позже в состав пришли Нэйт Ньютон (англ. Nate Newton) и ударник Бен Коллер (англ. Ben Koller). Выпустив несколько синглов и поучаствовав в ряде компиляций, группа выпустила дебютный Halo in a Haystack в 1994 году.
За вторым альбомом Caring and Killing (HydraHead Records, 1996) последовал альбом, ознаменовавший серьёзный эволюционный сдвиг: Petitioning The Empty Sky вышел в 1997 году на Equal Vision и продемонстрировал сочетание трэшевых звуковых каркасов и хардкор/панк-структур с эмоциональностью и артистизмом (прежде всего, в вокальном исполнении), ознаменовав и выход групп из андеграунда. Во многом благодаря Converge новый синтез метала и хардкора начал завоёвывать широкую популярность.
В 1998 году на Equal Vision вышел альбом Forever Comes Crashing, записанный при участии Стива Остина (Steve Austin), создателя и идеолога Today is the Day.
Рост технического мастерства был продемонстрирован группой в сплите с Agoraphobic Nosebleed The Poacher Diaries (Relapse Records, 1999); считается, что именно он ознаменовал начало нового этапа в развитии Converge. В 2001 году на Equal Vision вышел альбом Jane Doe.
Converge создали себе серьёзную репутацию и на концертной сцене: группа, прошедшая путь от маленьких клубов до стадионов, выступила на множестве хардкор-фестивалей в середине 90-х, провела американские и всемирные гастроли. В 2002 году Converge в ходе тура Japan Beast Fest 2 выступили на одной сцене с такими группами, как Slayer, Hatebreed и Motörhead.
В конце 2003 года Converge выпустили дебютный DVD The Long Road Home (Deathwish Inc.) Кроме архива живых концертов за последние пять лет, на DVD так же можно найти три полных живых сета Converge и видео «Downpour». В конце января 2004 года вышел двойной Unloved and Weeded Out (Deathwish Inc.), компиляция части дебютного альбома Converge и Caring and Petitioning the Empty Sky, к которой был добавлен ранее неиздававшийся трек «Tremor» — демозапись, созданная до выхода дебютника.
В 2004 году на Epitaph Records вышел альбом You Fail Me, за которым два года спустя последовал No Heroes, спродюсированный участниками группы самостоятельно. Альбом получил положительные отзывы критики, утвердив репутацию Converge как одной из самых влиятельных и новаторских групп американской андеграундной сцены
В 2006 году вышел новый полноформатный альбом группы No Heroes, благоприятно воспринятый критиками и поклонниками.
Спустя 3 года, в 2009 выходит новый полноформатный альбом Axe to Fall.

### Сайд-проекты
Джейк Бэннон занимается живописью и оформлением обложек — в частности, для Poison The Well, American Nightmare и Cave In (не считая релизов Converge). В 2001 году с партнёром Треем Маккарти Бэннон основал Deathwish Inc. — лейбл, созданный для того, чтобы отдать дань хардкор/андерграундной сцене за то, что сцена сделала для них. В числе групп, с которыми лейбл имеет контракты, — Jesuseater, the Blinding Light, Reach The Sky, the Promise, Lewd Acts и Horror Show.
Участники группы активно участвуют и в сторонних проектах: в их числе Old Man Gloom, Supermachiner, Kid Kilowatt, United Nations и Acid Tiger.
Гитарист Курт Баллу продюсировал альбомы Suicide Note, Drowningman, Cave In, Curl up and Die и the Hope Conspiracy в своей звукозаписывающей студии God City Studios.

## Состав
| Текущий состав - Джейкоб Бэннон — вокал (1990 — наши дни), бас-гитара (1991, на концертах 2019 — наши дни) - Курт Баллу — гитара, бэк-вокал (1990 — наши дни), бас-гитара (1991, 2017 — наши дни) - Нэйт Ньютон — бас-гитара, бэк-вокал (1998 — наши дни), гитара (2017 — наши дни) - Бен Коллер — ударные (1999 — наши дни) | Бывшие участники - Дэймон Беллорадо – ударные (1991-1999) - Джефф Файнбург – бас-гитара (1991-1997), гитара (1991-1994) - Аарон Дальбек – гитара (1994-2001) - Стивен Бродский – бас–гитара (1997-1998; участник гастролей 2019 — наши дни), гитары, бэк-вокал (участник гастролей 2019 — наши дни) - Джон Диджорджио — ударные (1999) Сессионные и концертные участники - Эрик Ралстон — бас-гитара (1993) - Уриан Хакни — ударные (2019) |

## Дискография
Студийные альбомы
- Halo in a Haystack (1994 г.)
- Petitioning the Empty Sky (1996 г.)
- When Forever Comes Crashing (1998 г.)
- Jane Doe (2001 г.)
- You Fail Me (2004 г.)
- No Heroes (2006 г.)
- Axe to Fall (2009 г.)
- All We Love We Leave Behind (2012 г.)
- The Dusk in Us (2017 г.)
- Bloodmoon: I (2021 г.) (совместно с Челси Вулф)